# Friedrich Huttenlocher
Friedrich Huttenlocher (* 2. September 1893 in Stuttgart; † 24. April 1973 in Freiburg im Breisgau) war ein deutscher Geograph.

## Werdegang
Huttenlocher, der zunächst als Studienrat tätig war, habilitierte sich 1934 und hielt seine Antrittsvorlesung an der Universität Tübingen zum Thema Rasse und Geographie.
Ab 1939 war er Reserveoffizier bei der Vermessungsabteilung (mot) 604, ab 1943 im Oberkommando des Heeres bei der Militärgeographischen Abteilungen der Wehrmacht und ab Oktober 1944 bei der Forschungsstaffel zur besonderen Verwendung des OKW unter der Leitung von Otto Schulz-Kampfhenkel.
Huttenlocher war von 1949 bis 1961 Professor für Geographie an der Universität Tübingen, zunächst als außerplanmäßiger und außerordentlicher Professor, bevor er 1957 den Lehrstuhl erhielt. Der Schwerpunkt seiner Arbeit lag auf der Erforschung der Geomorphologie und der Siedlungsgeographie Baden-Württembergs.

## Auszeichnungen
- 1965 Robert-Gradmann-Medaille des Zentralausschusses für deutsche Landeskunde

## Schriften (in Auswahl)
- Friedrich Huttenlocher: Versuche kulturlandschaftlicher Gliederung am Beispiel von Württemberg. Hirzel-Verlag, Stuttgart 1949
- Friedrich Huttenlocher, Hansjörg Dongus: Geographische Landesaufnahme: Die naturräumlichen Einheiten auf Blatt 170 Stuttgart. Bundesanstalt für Landeskunde, Bad Godesberg 1949, überarbeitet 1967. → Online-Karte (PDF; 4,0 MB)
- Emil Meynen, Josef Schmithüsen (Herausgeber): Handbuch der naturräumlichen Gliederung Deutschlands. Bundesanstalt für Landeskunde, Remagen/Bad Godesberg 1953–1962 (9 Lieferungen in 8 Büchern, aktualisierte Karte 1:1.000.000 mit Haupteinheiten 1960); Huttenlocher war insbesondere verantwortlich für das Voralpine Hügel- und Moorland (teilweise; 1. Lieferung 1953) sowie die Schwäbische Alb, das Schwäbische Keuper-Lias-Land, die Neckar- und Tauber-Gäuplatten (größtenteils) und den Schwarzwald (2. Lieferung 1955)
- Friedrich Huttenlocher: Geographische Landesaufnahme: Die naturräumlichen Einheiten auf Blatt 178 Sigmaringen. Bundesanstalt für Landeskunde, Bad Godesberg 1959. → Online-Karte (PDF; 4,3 MB)
- Friedrich Huttenlocher: Baden-Württemberg: Kleine geographische Landeskunde. Schriftenreihe der Kommission für Geschichtliche Landeskunde in Baden-Württemberg. Verlag G. Braun, Karlsruhe 1972, ISBN 3-7650-8022-5